# Beuzeville-la-Grenier
Beuzeville-la-Grenier è un comune francese di 1 045 abitanti situato nel dipartimento della Senna Marittima nella regione della Normandia.

## Società

### Evoluzione demografica
Abitanti censiti